# Anne Maguire
Anne Maguire (Tiel, 8 oktober 1992) is een Nederlands voetballer die als aanvaller/middenvelder speelt. Ze is het zusje van profvoetballer Barry Maguire (o.a. FC Den Bosch, FC Utrecht en VVV-Venlo).
Ze begon bij Theole tussen de jongens en vanaf 2011 voor SV Saestum. Daarnaast speelde ze ook voor FC Utrecht, dat uitkwam in de Eredivisie Vrouwen. In 2014 maakte Maguire de overstap naar het Belgische Lierse SK. Sinds seizoen 2017/2018 speelt Maguire voor Saestum uit Zeist (topklasse). In Seizoen 2017/2018 werd Maguire met Saestum Landskampioen. 

## Statistieken
| Seizoen   | Club       | Land      | Competitie  | Wedstrijden | Doelpunten |
| --------- | ---------- | --------- | ----------- | ----------- | ---------- |
| 2010/11   | SC 't Zand | Nederland | Hoofdklasse | ?           | ?          |
| 2011/2014 | SV Saestum | Nederland | Topklasse   | ?           | ?          |
| 2011/2014 | FC Utrecht | Nederland | Eredivisie  | 54          | 11         |
| 2017/18   | SV Saestum | Nederland | Topklasse   | 16          | 14         |
| Totaal    | Totaal     | Totaal    | Totaal      | 16          | 25         |

Laatste update 23 mei 2012 11:26 (CEST)